# NGC 7048
NGC 7048 је планетарна маглина у сазвежђу Лабуд која се налази на NGC листи објеката дубоког неба.
Деклинација објекта је + 46° 17' 21" а ректасцензија 21h 14m 15,2s. Привидна величина (магнитуда) објекта NGC 7048 износи 12,1 а фотографска магнитуда 11,3. NGC 7048 је још познат и под ознакама PK 88-1.1, CS=18.3.